# Clemensia flava
Clemensia flava är en fjärilsart som beskrevs av Jones 1914. Clemensia flava ingår i släktet Clemensia och familjen björnspinnare. Inga underarter finns listade i Catalogue of Life.